# Ittaajik
Ittaajik [iˈtːaːi(k)] (nach alter Rechtschreibung Igtâjik; Kitaamiusut Illukasik) ist eine wüst gefallene grönländische Siedlung im Distrikt Ammassalik in der Kommuneqarfik Sermersooq.

## Lage
Ittaajik liegt an der Westspitze der Insel Qiianarteq. 6,2 km nordöstlich liegt der frühere Militärflugplatz Bluie East Two (Ikkatteq). 12 km westlich befindet sich Kuummiit und 17 km östlich Sermiligaaq.

## Geschichte
Ittaajik erscheint in den Bevölkerungsstatistiken von 1920 und 1930, danach aber nicht mehr, was heißt, dass der Wohnplatz während der 1930er Jahre aufgegeben worden ist.